# Basilornis mirandus
Basilornis mirandus là một loài chim trong họ Sturnidae.